# Émile Debraux

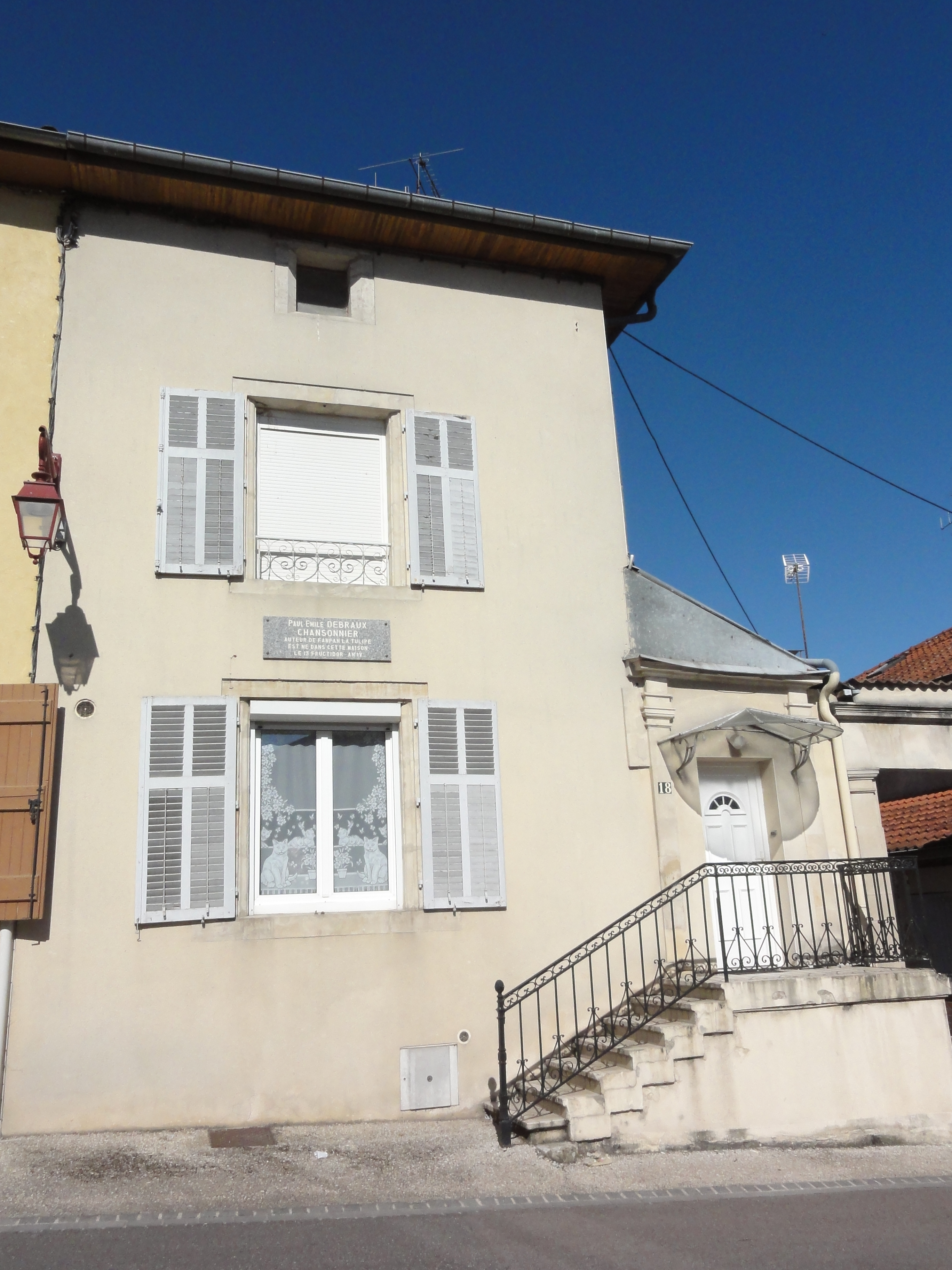
La maison natale de Paul Émile Debraux à Ancerville.

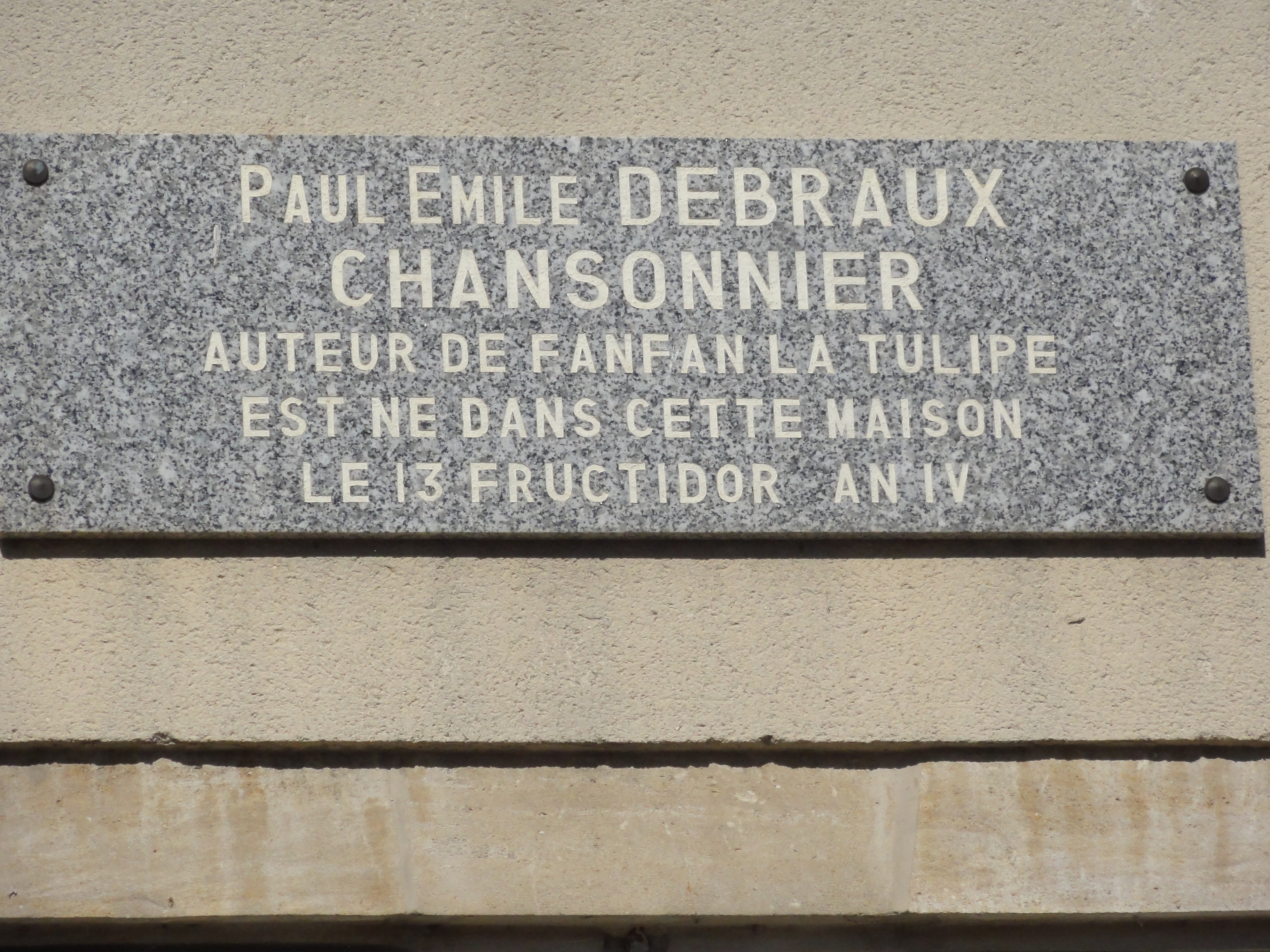
Plaque sur la maison natale.

Paul Émile Debraux, le plus souvent appelé Émile Debraux, né le 30 août 1796 (13 fructidor de l'an IV) à Ancerville (Meuse) et mort le 12 février 1831 à Paris, est un écrivain, goguettier, poète et chansonnier français.
On lui avait donné le surnom de « Béranger du peuple », « Béranger de la classe ouvrière », « Béranger de la canaille », par opposition au vrai Béranger, au « Béranger des salons ».
Célèbre en son temps, il est à présent largement oublié par le grand public.

## Biographie

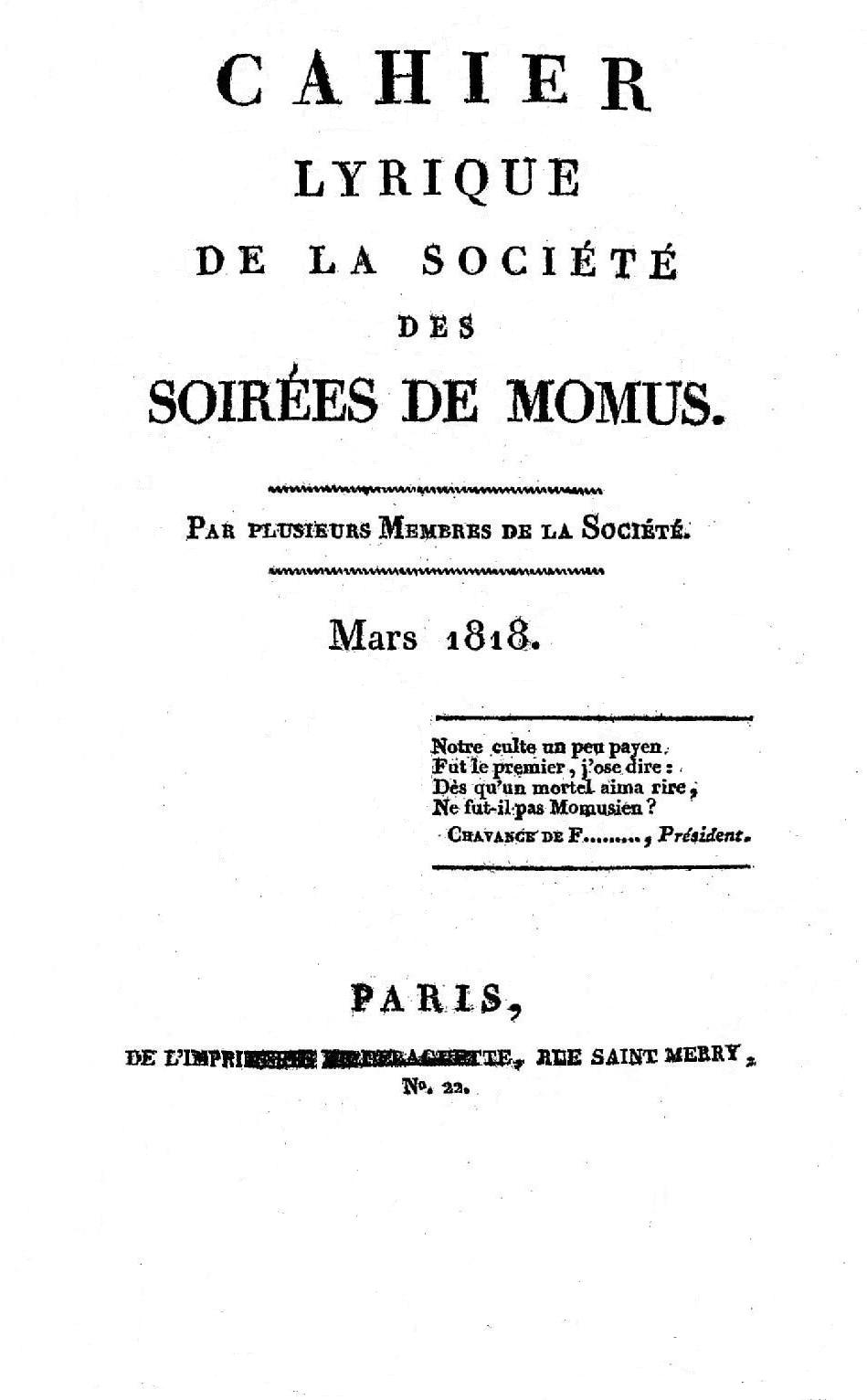
Émile Debraux participe à la rédaction de cette publication en 1818.

Paul-Émile Debraux nait à Ancerville (Meuse) le 13 fructidor an IV (30 août 1796). Son père, Claude-Paul Debraux, huissier à la justice de paix, vint à Paris avec sa famille, en 1797. Il copiait à l’École de médecine les tables de thèses soutenues à cette faculté, et occupa cette place de 1798 à 1827.
Il habitait au no 7 de la rue de l'École-de-Médecine. Devenu veuf, il se remaria le 6 juin 1827 et mourut six ans plus tard, le 30 avril.
Paul-Émile est donc né du premier mariage.
Il fait ses études au lycée Impérial.
Il est employé à la bibliothèque de l'École de médecine. Henri Avenel, dans sa biographie écrit : « Il reste peu de temps dans cette place, de 1816 à 1817 seulement. »
Les goguettes assurent sa notoriété. Théophile Marion Dumersan en parle ainsi en 1866 :

« On avait vu, à l'imitation du Caveau moderne (fondé en 1806), se former des sociétés chantantes dans la plupart des villes de France. Des sociétés rivales ou émules surgirent dans la capitale ; et, comme tout le monde ne pouvait pas être membre du Caveau, on fonda d'abord la Société de Momus, où se firent remarquer Étienne Jourdan, Casimir Ménétrier, Hyacinthe Leclerc, et par-dessus tout Émile Debraux, qui devait bientôt devenir le chansonnier populaire par excellence. »

Debraux est un fervent de la légende napoléonienne. En 1817, il écrit une de ses plus fameuses chansons Te souviens-tu ? qui exalte le souvenir des campagnes militaires impériales. L'année suivante la statue de Napoléon Ier ôtée du sommet de la colonne Vendôme en 1814 est fondue.
Il écrit la chanson La Colonne, en hommage à la colonne Vendôme et à la gloire de l'empereur Napoléon Ier.
Il la crée la même année à la goguette des Gais Lurons réunie à Paris à l'estaminet Sainte-Agnès, rue Jean-Jacques-Rousseau. Elle obtient rapidement un immense succès et lance son auteur comme chansonnier.
Il fait partie, en 1818, de la Société des Soirées de Momus. On trouve deux de ses œuvres : un Couplet, Chanté lors de son admission aux Soirées de Momus, ainsi que la chansonnette Regardez, mais n'y touchez pas, imprimés dans le Cahier lyrique de mars 1818 publié par plusieurs membres de cette société. Cette publication porte, en exergue, sur la couverture, ce quatrain de Chavance de F..., président de la société :

« Notre culte un peu païen

Fut le premier, j'ose dire :

Dès qu'un mortel aima rire,

Ne fut-il pas Momusien ? »

Le 17 janvier 1818, Debraux se marie avec Aglaé-Cornélie Tattegrain. De ce mariage naîtront deux enfants : Gustave Debraux et Estelle-Alphonsine-Cornélie Debraux, qui devint l'épouse de Jean Deliois, fabricant de jouets.
En 1822, un recueil des chansons de Debraux est saisi à la requête du procureur du roi. Il est condamné à un mois de prison et seize francs d'amende par jugement du tribunal correctionnel de Paris en date du 21 février 1823, non, ainsi que le disent la plupart 
de ses biographes, pour « attaques contre le pouvoir, couplets patriotiques et satiriques », etc., mais — tout comme Béranger et tant d'autres écrivains — pour outrages aux bonnes mœurs. Ce jugement vise quatre chansons : C'est du nanan, la Belle Main, Lisa, Mon cousin Jacques, insérées dans le recueil ayant pour titre : le Nouvel Enfant de la Goguette, pour auteur « le sieur Debraux », et pour éditeur le sieur Charles Lecouvey (ou Le Couvey). Son emprisonnement à la suite de l'arrêt rendu contre lui l'amène à publier Voyage à Sainte-Pélagie en mars 1823 (Paris, Lebègue et Edouard Garnot, 1823, 2 vol. in-12), récit du séjour qu'il fit dans cette prison.
Le Voyage à Sainte-Pélagie est une sorte de pot-pourri où Debraux cède fréquemment la parole à ses « compagnons de chaîne » du « Corridor rouge », l'improvisateur Eugène de Pradel, l'historien Léonard Gallois, Darras, Robert, Gaillard, etc. On y trouve quantité de chansons composées par lui et par ses camarades sur Sainte-Pélagie, sur la liberté, l'amour, etc. On y trouve même plusieurs longs poèmes, des « messéniennes », selon la locution de l'auteur.
Debraux, à la suite de son emprisonnement, écrit une chanson comique où il décrit avec humour les déplorables conditions de vie qu'il a connues à cette occasion. Elle est intitulée : Les Agréments d'une prison.
Le rire paraît avoir été un aspect essentiel de la vie de Debraux. En témoigne dans les années 1820 sa chanson Laripopée parodie de son émouvante chanson Te souviens-tu ?. Loin de réserver Laripopée à quelques proches choisis, il la publie dans le gros recueil de ses chansons juste après la chanson caricaturée.
Debraux aime se retrouver joyeusement avec d'autres goguettiers. Charles Colmance dans sa chanson Le cabaret des Trois-Lurons se rappelle son souvenir ainsi que celui de Gustave Leroy et Dauphin, habitués qu'il rencontrait dans cet établissement :

« Aux éclats d'une gaité folle,

Aux élans d'un plaisir sans fin,

Debraux chantait la gaudriole ;

Leroy trinquait avec Dauphin.

Le picton soutenait la verve

De ces aimables biberons ;

Momus avait soûlé Minerve

Au cabaret des Trois-Lurons. »

Dans les années 1820, dans sa chanson Les Goguettes, ou Petit tableau des sociétés lyriques connues sous cette dénomination vulgaire., Émile Debraux se moque gentiment des goguettes.
Il exprime aussi sa critique dans la chanson Les Roquets :

« Jadis, en nos vieilles goguettes,

Le bon sens était respecté,

Et le refrain des chansonnettes

Faisait jaillir une folle gaité.

Des coupletiers, pourquoi donc la milice

Nous endort-elle en ses chants momusiens ?

C'est qu'un roquet, dès qu'il lève une cuisse,

Prétend péter comm' les grands chiens. »

Ou encore dans la chanson Laissons passer les plus pressés :

« Assez souvent dans nos goguettes,

D' pauvres rimailleurs sans gaîté,

Pour nous débiter des boulettes,

Veulent avoir la primauté :

Bah ! me dis-je, il faut les entendre,

J'en vois là-bas d' plus exercés ;

Nous ne perdons rien pour attendre :

Laissons passer les plus pressés. »

Dans la chanson Badinez, mais restez-en là., il déconseille de faire sérieusement de la politique dans les goguettes :

« Je sais fort bien que dans la chansonnette

On peut glisser un caustique couplet ;

On peut, je crois, au sein d'une goguette,

Aux grands du jour lancer un malin trait.

J'applaudis même aux flonflons qu'on décoche

Contre un ministre ou contre Loyola ;

Et cependant, de crainte d'anicroche,

Badinez (bis), mais restez-en là. »

Il précise aussi, par ailleurs, son rapport avec la politique :

« Des lecteurs chagrins m'ont fait quelquefois le reproche d'avoir presque toujours introduit la politique dans mes chansons ; ce reproche m'a paru fort drôle : apparemment les braves gens qui me l'adressaient se sont imaginé que la chanson n'avait été inventée que pour célébrer l'amour et le vin, et probablement ils n'avaient jamais su qu'à l'exemple de la comédie, mais dans un genre beaucoup moins élevé, la chanson était consacrée à la censure des vices, des travers, des abus, et des ridicules du siècle ; or, dans le nôtre, où la politique a tout envahi, comment aurait-on pu faire des chansons sans que la politique vint se glisser sous la plume du chansonnier ? »

Un certain nombre de publications sont faites en commun par Émile Debraux et Charles Le Page. Le recueil commun intitulé « Chansons nouvelles de MM. Ém. Debraux et Ch. Le Page », publié en 1826, porte à la fin l'indication qu'il s'agit d'une publication par fascicules, réalisée par souscription.
Sur la couverture du fascicule conservé à la Bibliothèque nationale de France est précisé qu'il s'agit de la deuxième livraison.
En 1830, Debraux habite le village d'Orsel, — aujourd'hui rue d'Orsel, no 14, à Montmartre, — où il compose, en collaboration avec Dauphin, le Bréviaire du Chansonnier, ou l'Art de faire des chansons. Il écrit assidûment dans le journal l'Extra Muros, dont les bureaux sont situés alors Passage du Grand-Cerf, no 6, et dont le directeur est Charles Le Page. Il fait paraître une folie populaire en un acte : Une séance de goguette, volume rare, dont la Bibliothèque nationale de France ne possède même pas un exemplaire. Il publie en outre une série d'articles sur le théâtre Seveste, et sur la troupe du théâtre de la place Dancourt.

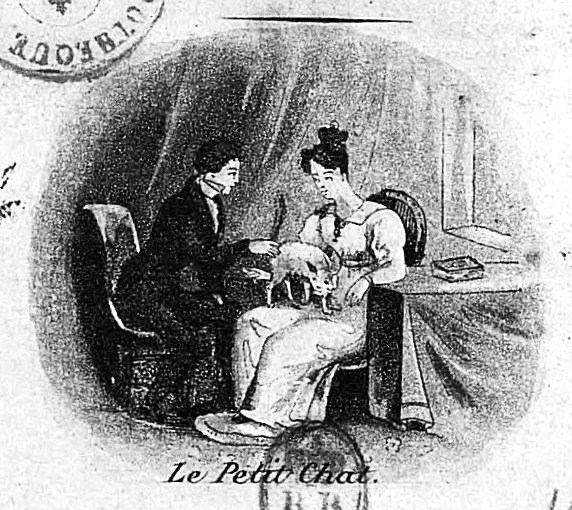
Illustration pour la chanson de Debraux Le Petit Chat (1829).

Le 12 février 1831 Debraux, qui était soigné par le docteur Morel de Rubempré, meurt au 39 de la rue des Lombards dans sa 35e année de la phtisie dont il était malade depuis longtemps. Il est enterré dans une fosse commune du cimetière du Père-Lachaise, (son corps a disparu depuis).
Émile Debraux était un ami du goguettier Charles Le Page. Avec celui-ci il avait projeté la création de la goguette de la Lice chansonnière. La mort prématurée de Debraux l'empêche d'y participer. La Lice chansonnière est fondée par le seul Charles Le Page quelques mois après.
La femme de Debraux, Aglaé-Cornélie, meurt à Paris le 14 octobre 1836. Elle est inhumée au cimetière du Montparnasse en fosse commune,. Ce qui indique qu'elle vivait dans la misère matérielle. Chose confirmée par une note sur Debraux publiée dans le volume III des Œuvres complètes de Pierre-Jean de Béranger publiées en 1839 : « Sa pauvre famille (à Debraux, après sa disparition) n’a obtenu que d’incertains et faibles secours dans la répartition faite par le Comité des récompenses nationales. »
Debraux a écrit un certain nombre d'ouvrages. On lui doit aussi nombre de chansons populaires et nationales, qui eurent une grande vogue et ont été réunies par Béranger (1835, 3 volumes in-32).
Au nombre de celles-ci les plus connues étaient : 
- Te souviens-tu ? (1817)
- La Colonne (1818)
- Fanfan la Tulipe (1819)
- Marengo
- Le Prince Eugène
- Le Mont-Saint-Jean (1818)
- Le Conscrit
- Le p'tit Mimile

Aujourd'hui, excepté Fanfan la Tulipe, les chansons, ainsi que la vie et le nom de Debraux, sont largement oubliés par le grand public.

## Point de vue de Béranger sur Debraux et les goguettes
Si on en croit Savinien Lapointe, Béranger n'appréciait pas l'engagement de Debraux dans les goguettes et « se plaisait à raconter les paroles d'un cocher, lors de l'enterrement d'Émile Debraux. « J'étais en retard, disait-il ; je prends un cabriolet pour rejoindre le convoi. – Vous allez à l'enterrement de Debraux, me dit le cocher ; celui-là a galvaudé sa vie, en traînant dans toutes les sociétés bachiques son ivresse et ses chansons. Ce n'était pas là sa place : il faut savoir respecter son habit. – Ce cocher avait un grand bon sens, » ajoutait-il. »
Cependant quand Béranger écrit une chanson pour rendre hommage à Debraux il ne manque pas de parler des goguettes.
Cette chanson se chante sur l'air de la chanson de Debraux Te souviens-tu ? Elle s'intitule Émile Debraux. Chanson-prospectus pour les œuvres de ce chansonnier. :

« Le pauvre Émile a passé comme une ombre,

Ombre joyeuse et chère aux bons vivants.

Ses gais refrains vous égalent en nombre,

Fleurs d'acacia qu'éparpillent les vents,

Debraux, dix ans, régna sur la goguette,

Mit l'orgue en train et les chœurs des faubourgs,

Et roulant roi, de guinguette en guinguette,

Du pauvre peuple il chanta les amours. »

## Témoignage de Théophile Marion Dumersan et Noël Ségur
Théophile Marion Dumersan et Noël Ségur écrivent :

« On avait vu, à l'imitation du Caveau moderne, se former des sociétés chantantes dans la plupart des villes de France. Des sociétés rivales ou émules surgirent dans la capitale ; et, comme tout le monde ne pouvait pas être membre du Caveau, on fonda d'abord la Société de Momus, où se firent remarquer Étienne Jourdan, Casimir Ménétrier, Hyacinthe Leclerc, et par-dessus tout Émile Debraux, qui devait bientôt devenir le chansonnier populaire par excellence. Ce brave et digne garçon, que nous avons connu intimement, était d'une nature un peu rugueuse, et, chose étrange, il avait des velléités de misanthropie. Lorsque ces accès lui prenaient, il quittait Paris, se rendait à pied, dans la forêt de Fontainebleau, et là il se livrait, pendant quatre ou cinq jours, à la chasse aux papillons, passant les nuits à la belle étoile, et dormant sur l'herbe, sans craindre les vipères, si redoutables dans ces parages, mais qu'il prétendait avoir apprivoisés en chantant, sous prétexte d'en faire une collection. Cet excellent homme est mort, en 1831, d'une phtisie laryngée. Huit jours avant de fermer les yeux pour toujours, il nous disait d'une voix presque entièrement éteinte : « ce qui me contrarie, c'est de ne pouvoir plus chanter ; du reste, je me porte bien, et, si je ne chante plus, je ferai encore chanter. » Heureuse illusion qui l'a empêché de se sentir mourir.
Le recueil des chansons d'Émile Debraux est très volumineux ; mais les chansons de ce recueil ne sont pas toutes de Debraux ; il a fait, à différentes reprises, de nombreux emprunts à son ami Charles Lepage, qui peut se revendiquer à juste titre de beaucoup de chansons insérées, de son aveu, dans le recueil d'Émile Debraux. »

## Hommage de Charles Le Page
À la mort de Debraux, en 1831, Charles Le Page composera une chanson en son honneur, intitulée Émile Debraux.

## Opinions sur Debraux
Béranger déclare  en 1836 :

« Ce n'était pas un chansonnier ordinaire qu'Émile Debraux ! Ses chansons patriotiques répondaient au vif besoin d'opposition de l'époque où il les composa.
Voyez quelle haine de la Restauration dans ses chansons, quelle colère de nationalité et d'indépendance, quel orgueil de nos victoires, quelle douleur de nos revers ! Lisez la Veuve du soldat, morceau épique où brillent d'admirables strophes ; lisez l'ode intitulé Marengo, hymne sainte de la vieille et glorieuse République ; l'Appel aux Députés, etc., etc.
J'ai connu sa vie, ses habitudes, ses goûts, tout cela me plaisait comme on le sait, il n'était pas riche, les riches auraient ri de son indigence, ou l'auraient insulté en le secourant. Il les fuyait, et c'était de sa part haute raison que d'agir ainsi. »

Citation prise dans les Œuvres complètes de Pierre-Jean de Béranger, à propos d’une chanson qu’il a écrite en l’honneur d’Émile Debraux :

« Peu de chansonniers ont pu se vanter d’une popularité égale à la sienne, qui, certes, était bien méritée. […] L’existence de Debraux n’en resta pas moins obscure ; il ne savait ni se faire valoir, ni solliciter. Pendant la Restauration, il se laissa poursuivre, juger, condamner, emprisonner sans s’en plaindre. […] Les sociétés chantantes, dites goguettes, le recherchèrent toutes, et je crois qu’il n’en négligea aucune. »

Le point de vue sur Debraux de quelqu'un qui n'aime pas les goguettiers, Gustave Vapereau, en 1876 :

« Poète facile, plein de verve et de chaleur, il manquait de correction et de délicatesse : on l'appelait « le Béranger de la canaille », mais toutes les chaumières, tous les ateliers ont répété ses couplets patriotiques et ses chansons à boire. »

## L'oubli de Debraux
Le 17 octobre 1880, La Chanson écrit :

« Le nom d'Émile Debraux n'évoque guère actuellement que de rares souvenirs, encore faut-il aller les chercher dans la mémoire des derniers amis de la vieille chanson. Si grande qu'ait été sa réputation, il n'en reste aujourd'hui que quelques échos affaiblis par la distance qui nous sépare de celle où Debraux était en pleine possession de la popularité, et cela remonte à un demi-siècle. »

## Travaux de Claude Duneton à la fin duXXesiècle
En 1984, Claude Duneton (1935-2012) écrit La Goguette et la gloire, autour du personnage du Bossu de Mayeux, personnage emblématique du Paris du milieu du XIXe siècle, créé par le dessinateur Traviès ; en 2015, Nicolas d'Estienne d'Orves dans le chapitre consacré à ce personnage, dans son Dictionnaire amoureux de Paris relate l'histoire de ce bossu, en s'appuyant et en citant l'ouvrage de Claude Duneton. À la suite de la création de ce personnage, en 1838 sont publiées de façon anonyme Douze aventures érotiques du bossu Mayeux, qui seront censurées. À la suite de ses propres travaux, Claude Duneton attribue l'ouvrage au poète et chansonnier Émile Debraux (1796-1831). Il préface une nouvelle édition de ces Douze aventures érotiques du bossu Mayeux, publiée en 1995 aux éditions Les mille et une nuits, ouvrage dont la paternité est donc attribuée au chansonnier.
Ces travaux autour d'Émile Debraux le mèneront vers un énorme nouveau projet : une Histoire de la chanson française. Comme il l'explique lui-même avec humour : « Je suis tombé sur Émile Debraux. J'étais tellement épaté par ce que je découvrais que je me suis dit : « C'est fou qu'un type pareil ait disparu sans laisser de trace. » En fait, je me suis lancé dans cette histoire pour faire connaître Debraux ! » En 1998, son Histoire de la chanson française est publiée chez Seuil en deux volumes Des origines à 1780 et De 1780 à 1860, « monumental ouvrage » de 2 200 pages, qui lui prit 15 ans de travail.

## Œuvres
- Le Nouvel enfant de la goguette, pour l'année 1823, Le Couvey, 1823 - 222 pages, recueil comprenant des œuvres de Debraux et également d'autres auteurs.
- La France au tombeau du général Foy, messénienne par P.-Émile Debraux, précédée d'une notice historique sur la vie et les derniers momens de cet illustre citoyen..., Casimir Perrier et Laffite, 1825 - 20 pages.
- Le Passage de la Bérésina : petit épisode d'une grande histoire, Dabo jeune, 1826.
- Mort de ce malheureux droit d'aînesse : Récit tragico-comico-philosophique en manière de pot-pourri, les marchands de nouveautés, 1826 - 28 pages.
- Chansons nationales, nouvelles et autres, Bruxelles, A. Lacrosse, 1826, 2 tomes en 1 volume, in-18, fig.
- Chansons nationales, nouvelles et autres 4e édition (1re édition 1822), Chez l'Éditeur et à la Librairie Française et Étrangère, Paris 1826, 1 volume, 368 pages.
- Rudiment du promeneur en voiture, ou l'Art de voyager dans Paris et les départemens... publié par M. Xuarb de Clopincourt, les marchands de nouveautés, Paris 1828 - 176 pages.
- Mort de cette malheureuse loi de justice et d'amour, pot-pourri, Librairie ancienne et moderne, Paris 1827 – 26 pages.
- Chansons nouvelles, Paris (Bruxelles 1828-1829), 2 volumes, in-18, portrait et fig.
- Les barricades de 1830, scènes historiques, A. Boulland, Librairie centrale, Paris 1830, 561 pages.
- Chansons gaillardes et politiques, à la Librairie parisienne, Paris, 1830.
- L'arc-en-ciel de la liberté, ou Couronne lyrique offerte à ses défenseurs. Recueil des chansons etc. inspirées par nos révolutions, recueillies par E. Debraux, 1831.
- Histoire du prisonnier de Sainte-Hélène : détails curieux sur sa famille, sa naissance et son éducation ; description des savantes manœuvres ordonnées par Napoléon en personne sur les champs de bataille ; victoire remportées par les armées françaises ; adieux de Fontainebleau; retour en France, trahison des Anglais à bord du Bellerophon ; description de l'île Sainte-Hélène, détail des souffrances qu'on y fit éprouver à l'Empereur ; sa mort, ses funérailles et son Testament. Suivie de La vie du duc de Reichstadt depuis sa naissance jusqu'à sa mort, Lebigre, 1833, 360 p.
- Chansons complètes de P. Émile Debraux, 1836, 320 p.
- Chansonnettes et poésies légères, imprimerie de Denugon, 244 p.

## En collaboration avec Charles Le Page
- Biographie des souverains du XIXe siècle, par deux rois de la fève (Paul-Émile Debraux et Ch. Lepage) Éditeur : Chez les marchands de nouveautés, au Palais Royal. Paris 1826, In-32, 191 p.
- Chansons nouvelles de MM. Ém. Debraux et Ch. Le Page (pseud. Hippolyte Niade), impr. de Sétier, Paris 1826, p. 19-36 ; in-18 (la couverture porte l'indication : « 2e. Livraison »).
- Adieux des tambours de la garde nationale à leurs colonels , pot-pourri en manière de grande complainte, par Ém. Debraux et Ch. Le Page, suivi de la superbe chanson de M. Pigeonneau, fils aîné de M. Pigeon, éditeur : les marchands de nouveautés, Paris 1827, 31 p. ; in-32.
- Grand désespoir des censeurs à l'occasion de la mort de la Censure et de la dissolution de la chambre des députés. Mélodrame-pot-pourri, en 2 journées. Par É. Debraux et C. Lepage, éditeur : les marchands de nouveautés, Paris 1827, 32 p. ; in-32.
- Testament des ministres, rêve de deux bons français, mis en pot-pourri, par Émile Debraux et Charles Le Page, éditeur : les marchands de nouveautés, Paris 1827, 24 p. ; in-8.
- Villèle aux enfers , poème héroï-tragi-comico-diabolique en quatre chants, par Ém. Debraux et Ch. Lepage, éditeur : chez les marchands de nouveautés, Paris 1827, 95 p. ; in-8.
- Le Momusien, recueil de chansons inédites, publié par Ém. Debraux, Ch. Le Page, etc. Éditeur : imprimerie de Sétier, Paris 1828. (Charles Le Page figure ici sous le pseudonyme de Hyppolite Niade).
- Chansonnier de tous les arts, états, métiers, professions, contenant des chansons des meilleurs auteurs, sur les acteurs, actrices, auteurs, avocats, bateliers, blanchisseuses, brodeuses, etc. recueillies par E. Debraux et Ch. Lepage, éditeur : Terry, Paris 1833, 1 vol. (299 p.), frontispice ; in-12.